# Thyene leighi
Thyene leighi es una especie de araña saltarina del género Thyene, familia Salticidae. Fue descrita científicamente por G. W. Peckham & E. G. Peckham en 1903.
Habita en Kenia, Zimbabue y Sudáfrica.